# Portrait d'Émilie Sériziat et son fils
Le portrait d'Émilie Sériziat et son fils est un tableau peint en 1795 par Jacques-Louis David. Il forme avec le Portrait de Pierre Sériziat, peint en même temps, un diptyque des époux Seriziat membres de la belle-famille du peintre. Les deux œuvres furent exposées au  Salon de peinture de 1795.

## David chez Emilie et Pierre Sériziat
Après son emprisonnement pour avoir soutenu la cause de Robespierre, David, libéré, est autorisé à séjourner chez son beau-frère, l'avocat Pierre Sériziat, dans sa demeure de Favières (Seine-et-Marne). C'est là qu'il fera le portrait de son hôte et de celui de sa belle-sœur, la sœur de son épouse.